# 宮澤伊織
宮澤 伊織（みやざわ いおり）は日本のライトノベル作家、SF作家。

## 経歴・人物
秋田県出身、東京都練馬区在住。2011年に長編小説シリーズ『僕の魔剣が、うるさい件について』でデビュー。冒険企画局に所属しており、魚蹴（うおけり）名義で、「サタスペ」や「インセイン」（以上、新紀元社）などのテーブルトークRPGの世界設定やリプレイなども手掛けている。武術、おばけ、古生物に興味をもち、好きな武器は、日本刀とアフリカ投げナイフ。『僕の魔剣が、うるさい件について』は、《夜来たる》や《凍月》など、SF小説のタイトルをもとにした名前の魔剣たちが戦うというストーリーの作品である。
2015年、「神々の歩法」にて第6回創元SF短編賞を受賞。

## 作品リスト

### 長編・単行本
- 僕の魔剣が、うるさい件について - イラストはCH@R。
  - 『僕の魔剣が、うるさい件について』　角川書店〈角川スニーカー文庫〉、2011年10月
  - 『僕の魔剣が、うるさい件について2』　角川書店〈角川スニーカー文庫〉、2012年1月
  - 『僕の魔剣が、うるさい件について3』　角川書店〈角川スニーカー文庫〉、2012年5月
  - 『僕の魔剣が、うるさい件について4』　角川書店〈角川スニーカー文庫〉、2012年10月
- ウは宇宙ヤバイのウ！
  - 『ウは宇宙ヤバイのウ！ 〜セカイが滅ぶ5秒前〜』　一迅社〈一迅社文庫〉、2013年11月。 - イラストはモフ。
    - 『ウは宇宙ヤバイのウ！〔新版〕』早川書房 (ハヤカワ文庫JA） 2023年9月 - イラストは今井哲也。

  - 『ウは宇宙ヤバイのウ！ 2 天の光はすべて詐欺』早川書房 (ハヤカワ文庫JA） 2025年7月 - イラストは今井哲也。
- 『不本意ながらも魔法使い』　一迅社〈一迅社文庫〉、2014年6月。 - イラストはvane。
- 『高度に発達したラブコメは魔法と区別がつかない』　一迅社〈一迅社文庫〉、2014年11月。 - イラストは八葉香南。
- 『何かが深海からやってくる 8月の迷惑な侵略者たち』 一迅社〈一迅社文庫〉、2015年7月。 - キャラクターデザインはあおなまさお、イラストは魚類。
- 『ラブと貪食の黒戮呪剣〈コルドリクス〉』 メディアファクトリー〈MF文庫J〉、2016年2月。 - イラストは人米。

- 裏世界ピクニック - イラストはshirakaba。
  - 『裏世界ピクニック──ふたりの怪異探検ファイル』 早川書房〈ハヤカワ文庫JA〉、2017年2月23日
  - 『裏世界ピクニック 2 果ての浜辺のリゾートナイト』 早川書房〈ハヤカワ文庫JA〉、2017年10月19日
  - 『裏世界ピクニック 3 ヤマノケハイ』 早川書房〈ハヤカワ文庫JA〉、2018年11月20日
  - 『裏世界ピクニック 4 裏世界夜行』早川書房〈ハヤカワ文庫JA〉、2019年12月19日
  - 『裏世界ピクニック 5 八尺様リバイバル』早川書房〈ハヤカワ文庫JA〉、2020年12月17日
  - 『裏世界ピクニック 6 Tは寺生まれのT』早川書房〈ハヤカワ文庫JA〉、2021年3月17日
  - 『裏世界ピクニック 7 月の葬送』早川書房〈ハヤカワ文庫JA〉、2021年12月16日
  - 『裏世界ピクニック 8 共犯者の終り』早川書房〈ハヤカワ文庫JA〉、2023年1月24日
  - 『裏世界ピクニック 9 第四種たちの夏休み』早川書房〈ハヤカワ文庫JA〉、2024年5月22日
  - 『裏世界ピクニック 10 あり得るすべての怪談』早川書房〈ハヤカワ文庫JA〉、2025年3月19日
- 『そいねドリーマー』 早川書房、2018年7月19日 / ハヤカワ文庫JA、2021年1月7日。 - イラストは丸紅茜。
- 『迷宮キングダム 特殊部隊SASのおっさんの異世界ダンジョンサバイバルマニュアル！』 原作：河嶋陶一朗/冒険企画局、KADOKAWA〈ドラゴンノベルス〉、2019年12月5日。 - イラストはよー清水。
- 『神々の歩法』東京創元社、2022年6月30日。 - イラストは加藤直之 / 創元SF文庫、2024年10月31日。 - イラストは窓口基。
- 『ときときチャンネル 宇宙飲んでみた』創元日本SF叢書、2023年10月31日。 - イラストはめばち。

### 短・中編（初出）
裏世界ピクニック・シリーズ
- 「裏世界ピクニック くねくねハンティング」 - 『S-Fマガジン』2016年8月号 早川書房 2016年6月発行 掲載
- 「裏世界ピクニック 八尺様サバイバル」 - 『S-Fマガジン』2016年12月号 早川書房 2016年10月発行 掲載
- 「裏世界ピクニック ステーション・フェブラリー」 - 『S-Fマガジン』2017年2月号 早川書房 2016年12月発行 掲載
- 「裏世界ピクニック ファイル5 きさらぎ駅米軍救出作戦」 - 早川書房オリジナル電子書籍 2017年6月30日 配信
- 「裏世界ピクニック ファイル6 果ての浜辺のリゾートナイト」 - 早川書房オリジナル電子書籍 2017年7月31日 配信
- 「裏世界ピクニック ファイル7 猫の忍者に襲われる」 - 早川書房オリジナル電子書籍 2017年8月31日 配信
- 「裏世界ピクニック ファイル8 箱の中の小鳥」 - 早川書房オリジナル電子書籍 2017年9月30日 配信
- 「裏世界ピクニック ファイル9 ヤマノケハイ」 - 早川書房オリジナル電子書籍 2018年4月30日 配信
- 「裏世界ピクニック ファイル10 サンヌキさんとカラテカさん」 - 早川書房オリジナル電子書籍 2018年8月31日 配信

その他
- 「橇犬の主」（魚蹴 名義） - 『リトル・リトル・クトゥルー 史上最小の神話小説集』東雅夫/編 学研 2009年1月 収録
- 「無明の遺跡」（TRPG『インセイン』のリプレイ&シナリオ） - 『無名都市への扉（クトゥルー・ミュトス・ファイルズ）』 創土社 2014年7月 収録
- 「神々の歩法」 - 『折り紙衛星の伝説 年刊日本SF傑作選』大森望、日下三蔵/編 創元SF文庫 2015年6月 収録 / 電子出版（東京創元社 2015年6月）
- 「キリング・ベクトル」 - 『小説すばる』2017年6月号 集英社 2017年5月発行 掲載
  - 『短編宇宙』（集英社文庫、2021年1月）に収録された。
- 「草原のサンタ・ムエルテ」 - 『GENESiS 一万年の午後 創元日本SFアンソロジー1』 東京創元社 2018年12月 収録
- 「キミノスケープ」 - 『S-Fマガジン』2019年2月号 早川書房 2018年12月発行 掲載
  - 『アステリズムに花束を 百合SFアンソロジー』（ハヤカワ文庫JA、2019年6月）に収録された。
- 「ときときチャンネル#1【宇宙飲んでみた】」 - 『宙を数える 書き下ろし宇宙SFアンソロジー』 創元SF文庫 2019年10月 収録
- 「エレファントな宇宙」 - 『GENESiS されど星は流れる 創元日本SFアンソロジー3』東京創元社、2020年8月 収録
- 「ときときチャンネル#2【時間飼ってみた】」 - 『GENESiS 時間飼ってみた 創元日本SFアンソロジー4』東京創元社、2021年10月 収録
- 「ときときチャンネル#6【登録者数完全破壊してみた】」 - 『紙魚の手帖』vol.12 AUGUST 2023 東京創元社、2023年8月 収録
- 「ドンキの駐車場から出られない」 - 『乗物綺談 異形コレクションLVI』光文社文庫、2023年11月 収録
- 「ときときチャンネル＃8 【ない天気作ってみた】』 - 『紙魚の手帖』vol.18 AUGUST 2024 東京創元社、2024年8月 収録

### エッセイ等
- 「SFのSは小文字のs」 - 〈Webミステリーズ!〉2015年7月31日 配信
- 「a day in my life」case.153 - 『小説すばる』2015年11月号 寄稿
- 「異世界、怪談、強い百合。：『裏世界ピクニック』宮澤伊織インタビュウ」 - 『S-Fマガジン』2017年4月号 掲載
- 「いるかいないか 知性化いるか」 - 『S-Fマガジン』2020年10月号 掲載

### アニメ
- BNA ビー・エヌ・エー（2020年、企画協力）